# 阿克卢
阿克卢（法語：Aclou，法語發音：[aklu]）是法国厄尔省的一个市镇，位于该省中西部，属于贝尔奈区。

## 地理
阿克卢（49°10'13"N, 0°42'17"E）面积3.7 平方千米，位于法国诺曼底大区厄尔省，该省份为法国北部内陆省份，北起滨海塞纳省，西接奧恩省和卡爾瓦多斯省，南至厄尔-卢瓦省，东临瓦兹省、瓦兹河谷省和伊夫林省。
与阿克卢接壤的市镇（或旧市镇、城区）包括：布瓦内、布里奥讷、弗朗克维尔、里勒河畔纳桑德尔。

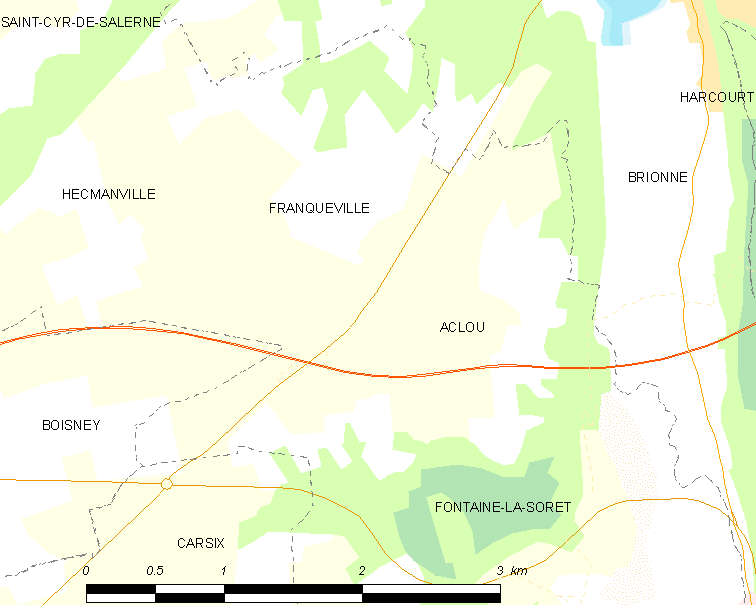
阿克卢的OSM定位图

阿克卢的时区为UTC+01:00、UTC+02:00（夏令时）。

## 行政
阿克卢的邮政编码为27800，INSEE市镇编码为27001。

## 政治
阿克卢所属的省级选区为布里奥讷县。

## 人口

1962-2008年间阿克卢人口变化图示

阿克卢于2022年1月1日时的人口数量为345人。